# Nóatún

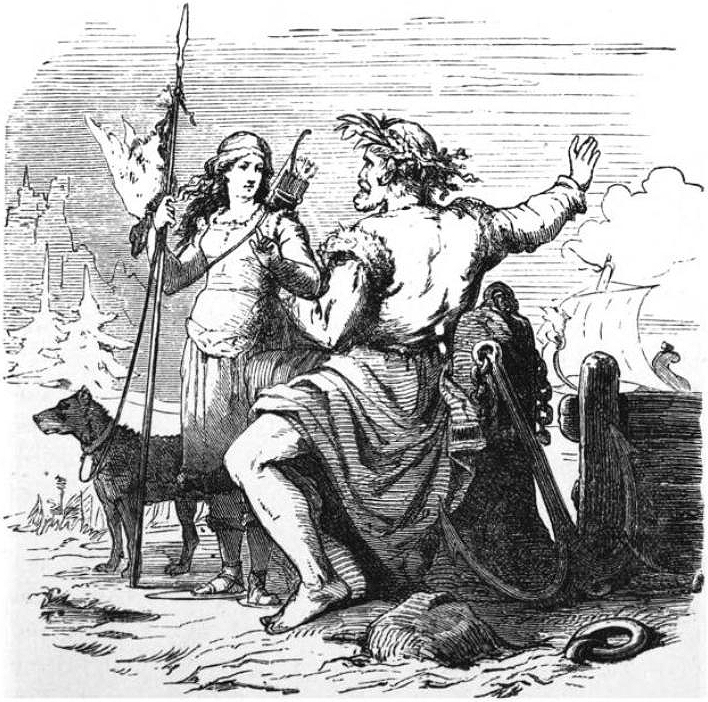
Njörðr en Skaði op weg naar Nóatún, Nordisch-germanische Götter und Helden, Friedrich Wilhelm Heine, 1882

Nóatún is in de Noordse mythologie de woonplaats van de Noordse zeegod Njǫrðr in Asgard.
In de Grímnismál is Nóatún de woonplaats van zeegod Njǫrðr. Snorri Sturluson vertelt in de Gylfaginning en in de Skaldskaparmál dat Njǫrðrs vrouw Skaði niet in Nóatún aan de zee wilde wonen maar liever op jacht wilde gaan in de sneeuwbedekte bergen.
De Oudnoordse naam Nóatún betekent "stad of plaats van de schepen". Het eerste gedeelte van het woord (nóa-) hoort etymologisch bij het Indo-Europese (gereconstrueerde) woord *nāus (Oudnoords nór, Latijn navis) met de betekenis "schip". Het tweede gedeelte (-tún) hoort bij het Oudnoordse tún ("hof", "stad").
De betekenis van de naam Nóatún maakt dan ook het verband tussen Njǫrðr en de zee duidelijk.